# Józef Kropiński
Józef Kropiński (* 28. Dezember 1913 in Berlin; † 8. Oktober 1970 in Wrocław) war ein polnischer Geiger, Komponist, Widerstandskämpfer und KZ-Überlebender.

## Leben
Geboren in Berlin-Lichtenberg, übersiedelte Józef Kropiński nach dem Ende des Ersten Weltkriegs mit seiner Familie ins nunmehr zur Zweiten Polnischen Republik gehörige Bydgoszcz, wo er sowohl das Handelsgymnasium als auch die von dem Dirigenten Leon Jaworski gegründete Musikschule besuchte. Er spielte Geige, Bratsche, Orgel und engagierte sich in vielen musikalischen Bereichen der Stadt. 1938 begann er bei einer französisch-polnischen Eisenbahngesellschaft (Francusko-Polskie Towarzystwo Kolejowe SA) zu arbeiten, wo er neben seinen eigentlichen Aufgaben bald auch stellvertretender Dirigent des Eisenbahnorchesters sowie Leiter des Eisenbahnchors „Hasło“ wurde. Beruflich und durch Militärdienst bedingt, brach er seine Ausbildung am Konservatorium ab, die er in der Folge auch nicht mehr abschloss.
Nach der Besetzung Polens durch Nazi-Deutschland geriet Kropiński in Kriegsgefangenschaft, er konnte aber flüchten und betätigte sich nunmehr aktiv im Widerstand, indem er etwa Flugblätter verteilte. 1940 wurde er von der Gestapo verhaftet. Im November 1941 wurde er aus dem Gefängnis in das KZ Auschwitz gebracht. Ab April 1942 konnte er als erster Geiger im Lagerorchester unter der Leitung von Franciszek Nierychło mitwirken, was mit geringfügigen Erleichterungen im Lageralltag verbunden war. An eigenen Stücken entstanden in dieser Zeit u. a. einige Lieder. Im März 1943 wurde Kropiński in das KZ Buchenwald verlegt, wo er unter sehr beengten Bedingungen und nur in der Nacht populäre Stücke anderer Komponisten für die vorhandene Instrumentalbesetzung bearbeitete und eigene Musik für die Konzertprogramme im Lager komponierte, darunter Lieder, Märsche, Klavierstücke und Kammermusik. Zudem organisierte er das „Polnische Theater“ und Konzertreihen. Zu seinen Unterstützern in dieser Zeit gehörte sein Lagerkollege, der Schriftsteller Bruno Apitz. Besondere Erfolge hatte Kropiński mit seinem Charakterstück O! Pepita, dem Marschlied Kopf hoch… sowie der Parodie Sen południowych wód (Traum von der Südsee, auch bekannt als Pięciu z Albatrosa – Die fünf von der Albatross). Im April 1945 überlebte Kropiński einen Todesmarsch  infolge der Evakuierung des Lagers. Er musste noch einige Tage im KZ Flossenbürg fristen, ehe dieses am 23./24. April 1945 von der US-Armee erreicht wurde.
Nach der Befreiung verbrachte Kropiński einige Monate im für KZ-Überlebende adaptierten Lager Löhrenwald, ehe er schließlich im Sommer 1945 nach Bydgoszcz zurückkehren konnte. Von seinen Lager-Kompositionen konnte er 111 retten und mit sich nehmen. Im Dezember 1945 heiratete er Maria Walczak, mit der er die Söhne Janusz (* 1947) und Waldemar (* 1952) hatte. Von den Jahren der Haft körperlich und mental gezeichnet, war es ihm nicht mehr möglich, einem musikalischen Beruf nachzugehen, sodass er seinen Unterhalt als kaufmännischer Angestellter bei der Direktion für landwirtschaftliches Bauen in Wrocław verdiente. Józef Kropiński starb am 8. Oktober 1970 in Wrocław.

## Werke (Auswahl)
Die meisten überlieferten Stücke stammen aus der Haftzeit, sind jedoch nicht genauer datiert.
- Na ja!. Klagelied des Häftlings
- Stimme des Herzens. Serenade
- Resignation. Patriotisches Lied
- Lyrischer Tango. Charakterstück
- Sen południowych wód (Traum von der Südsee). Exotische Parodie
- O! Pepita. Charakterstück für Männerquartett (1943 oder 1944)
- Białe konwalie (Weiße Maiglöckchen). Lyrisch-patriotischer Tango (1944)
- Kopf hoch…. Marschlied (1944)
- Helle Träume für Bariton und Klavier
- Exegi Monumentum für Bariton und Klavier
- ohne Titel. Revolutionäres Lied
- Reue. Streichquartett zu Ehren des Warschauer Aufstandes
- Schlafen. Fantasie für Orchester
- Lied ohne Worte. Serenade für Violine und Klavier
- Andante für Streichquartett (1945)